# Fylymon Kurčaba
Mons. Fylymon Kurčaba, C.SS.R. (21. prosince 1913, Velykosilky - 26. října 1995) byl řeckokatolický kněz a pomocný biskup vyšší archieparchie lvovské, redemptorista.

## Život
Narodil se ve velké rolnické rodině. Základní vzdělání získal na venkovské škole s ukončením šesti tříd. V letech 1926 - 1931 studoval v Menším semináři otců redemptoristů ve Lvově. V roce 1931 vstoupil k redemptoristům, noviciát absolvoval v Holosku. Studoval na univerzitě v Lovani (1932-1937). Během svého studia dne 28. srpna 1935 složil věčné sliby. Dne 25. července 1937 byl vysvěcen Mykolajem Čarneckym na kněze. Ve stejný rok se vrátil do Lvova a začal učit historii v Menším semináři otců redemptoristů.
V září 1939 sovětská vojska obsadila Lvov a otec Fylymon s dalšími kněžímí musel opustit klášter. Do roku 1941 byl farářem v obci Tjahliv (Lvovská oblast) a přebýval v klášteře v Holosku. V roce 1948 byl klášter v Holosku zrušen a otce Fylymona s ostatními redemptoristy převezli do Studitského kláštera v Univi. Poté za dva roky odešel do rodné obce. Během tohoto období se duchovně staral o Sestry Svatého Josafata v Busku a o Sestry Svatého Josefa v Lvově, a spolupracoval s dalšími redemptoristy.
Dne 23. února 1985 byl metropolitou Volodymyrem Sternjukem vysvěcen na pomocného biskupa Lvovského. Dne 16. ledna 1991 byl papežem potvrzen v úřadě pomocného biskupa a byl mu přidělen titul titulárního biskupa Abrittského. Zemřel dne 26. října 1995.